# Douglas Niles
Douglas Niles (né le 1er décembre 1954, à Brookfield, Wisconsin) est un auteur de fantasy et concepteur de jeux. Niles fut l'un des créateurs de l'univers de Lancedragon et l'auteur des trois premiers romans des Royaumes oubliés, ainsi que de trois livre-jeux.

## Œuvres écrites
Il est l'auteur de romans dans l'univers rôliste de Lancedragon, notamment les trois livres de la série « Les nations elfiques », trois de la « séquence de la Guerre du Chaos », six de la « séquence des premiers peuples », trois de la « séquence du Mur de Glace », trois de la « trilogie des Agresseurs », et trois de la « trilogie de la Terre des Druides ».
Il est également auteur de la série « trilogie des Sélénae » dans l'univers rôliste des Royaumes oubliés.
À l'occasion du cinquantième anniversaire de la Guerre du Viêt Nam, il publie en 2015 le roman A Noble Cause, qui commémore les victoires tactiques de l'armée américaine pendant cette guerre. Le roman est critiqué positivement dans la Military Review, qui souligne un ouvrage « très louable », mais qui « manque cruellement de bonnes cartes ».

## Jeux de rôle
Avec Rik Rose, il a conçu en 1989 l'extension comprenant la ville de Faucongris, pour la sortie de la seconde édition de Donjons et Dragons.